# XM/Compat
XM/Compat war ein verbreiteter, polymorpher Makrovirus, der Microsoft-Excel-Dateien befällt und kaum bemerkbar, also  minimal verändert, so den Datenbestand ruinieren kann. In Virendatenbanken wird der Schädling seit 1998 geführt.

## Funktionsweise und Wirkung
Nach einer Infektion sucht sich der Schädling in einem zufälligen Excel-Worksheet eine ungeschützte, numerische Zelle aus und führt mit einer einprozentigen Wahrscheinlichkeit eine Veränderung des Inhalts zwischen ein und fünf Prozent durch.
Das Besondere dieses Schädlings war, dass er einerseits eine sehr effektive Schadroutine aufwies und dennoch eine zumindest relativ starke Verbreitung fand. Normalerweise zeichnen sich Computerschädlinge entweder durch starke Verbreitung oder eine besonders böswillige Schadroutine aus, aber nicht beides (siehe Artikel Computervirus).
Das extreme Schadpotenzial des Virus entfaltete sich vor allem dadurch, dass der Schädling außer marginalen Veränderungen in den Excel-Dateien keinerlei Aufmerksamkeit auf sich zog. Daher verblieb er oft unbemerkt über viele Monate aktiv und arbeitete dabei fortwährend daran, den Datenbestand immer weiter zu verfälschen. Blieb der Schädling lange genug unentdeckt, waren schließlich auch die Backup-Dateien betroffen.
In mindestens einem dokumentierten Fall führte die Infektion eines Firmennetzwerks mit dem XM/Compat-Schädling zum Konkurs. Wahrscheinlich waren aber wesentlich mehr Unternehmen von diesem Virus maßgeblich betroffen.